# Bataille des Badlands
Guerres indiennes
La bataille des Badlands est une série d'escarmouches qui eurent lieu du 7 au 9 août 1864 entre des troupes de la United States Army et des guerriers lakotas près de la ville actuelle de Medora, dans le Dakota du Nord.
Après la bataille de Killdeer Mountain, le brigadier général Alfred Sully conduit ses troupes vers l'ouest à travers les Badlands afin de rejoindre la rivière Yellowstone où des bateaux les attendent. Le 7 août, alors que les soldats sont campés près du Little Missouri, de nombreux guerriers sioux apparaissent sur les hauteurs et leur envoient une pluie de flèches. Le jour suivant, Sully conduit ses troupes de l'autre côté de la rivière où ils sont de nouveau encerclés par les Amérindiens, mais l'artillerie permet de les repousser. Le 9 août, de nouveaux guerriers viennent renforcer les rangs des Sioux mais après quelques manœuvres des soldats américains appuyées par leur artillerie, les Amérindiens finissent par se retirer. L'expédition atteint finalement la Yellowstone le 12 août.